# La oración
La oración (en ruso: Молитва), también conocido como La Plegaria, es un relato breve del autor ruso León Tolstói escrito en 1905 y publicado en Ciclo de Lectura en 1906, donde se narra la incomprensión y dolor de una madre que ve morir a su primer y único hijo de tres años por hidrocefalia. "¿Por qué? ¿Cómo ha podido Dios, a quien tanto he rezado, dejar que muriese?"

## Génesis
La obra está inspirada en la muerte de su hijo Nikolai producida el 1875 por hidrocefalia. El 16 de febrero de 1875 envía una carta a Nikolái Strájov donde le comunica una "desgracia familiar".
Además, hay una desgracia familiar y un nuevo proyecto. La desgracia familiar es una enfermedad terrible del cerebro que padece nuestro hijo menor, un bebé de nueve meses. A lo largo de tres semanas ha pasado por todas las etapas de esta enfermedad incurable. Mi esposa lo sigue amamantando y unas veces se desespera si piensa que va a a morir y otras si piensa que quedará con vida pero hecho un idiota.
Cuatro días después, su hijo muere. El 22 de febrero de 1875, escribe una carta a Afanasi Fet:
Nuestro hijo menor, un bebé de diez meses, enfermó hace alrededor de tres semanas de esa enfermedad terrible que se llama hidrocefalia, y después de tres semanas de horribles padecimientos, anteayer murió y hoy lo enterramos. Para mi era doloroso sobre todo por mi esposa, pero para ella, que lo estaba amamantando, ha sido muy duro.